# Psycho Soldier
Pour le système d'arcade, voir Psycho Soldier (système d'arcade).
Psycho Soldier est un jeu d'arcade d'action développé et édité par SNK, sorti en 1987 sur borne d'arcade (sur le système Psycho Soldier),,,.

## Portage
Ordinateur
- ZX Spectrum (1987)
- Commodore 64 (1987)
- Amstrad CPC (1988)

Console
- NES (Prototype seulement)